# Тукуруві (округ Сан-Паулу)
Тукуруві (порт. Tucuruvi) — округ міста Сан-Паулу, Бразилія, розташований у субпрефектурі Сантана (Santana), на півночі міста.
| Бразилія | Це незавершена стаття з географії Бразилії. Ви можете допомогти проєкту, виправивши або дописавши її. |